# 山口忠五郎

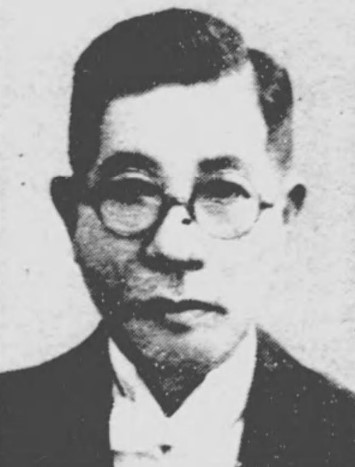
山口忠五郎

山口 忠五郎（やまぐち ちゅうごろう、1882年（明治15年）1月3日 - 1955年（昭和30年）10月18日）は、日本の政治家。衆議院議員（5期）。幼名・治作。

## 経歴
静岡県志太郡西益津村（藤枝町を経て現藤枝市大手）出身。先代忠五郎の息子として生まれ、忠五郎を襲名した。西益津高等小学校、永井東陵の私塾育英学校で学んだ。
農業に従事し、西益津村長、同村会議員、志太郡会議員、静岡県会議員、同副議長、同議長、全国町村会会長を歴任し、1928年の第16回衆議院議員総選挙で静岡1区（当時）から立憲政友会公認で立候補して初当選。1930年の第17回衆議院議員総選挙では落選。1932年の第18回衆議院議員総選挙から4回連続当選した。1942年の第21回衆議院議員総選挙（いわゆる翼賛選挙）では非推薦で立候補して当選。戦後は日本進歩党の結成に加わるが、1946年の第22回衆議院議員総選挙には立候補しなかった。その後、公職追放となり、1951年に追放解除となった。
このほか帝国農会議員、藤枝合同運送、東洋遠洋漁業、静岡日産自動車販売などの各社長を歴任した。
養子は山口森三（西益津村長、のち初代藤枝市長）。